# Swanton (Nebraska)
Swanton es una villa ubicada en el condado de Saline en el estado estadounidense de Nebraska. En el Censo de 2010 tenía una población de 94 habitantes y una densidad poblacional de 180,57 personas por km².

## Geografía
Swanton se encuentra ubicada en las coordenadas 40°22′47″N 97°4′47″O / 40.37972, -97.07972. Según la Oficina del Censo de los Estados Unidos, Swanton tiene una superficie total de 0.52 km², de la cual 0.52 km² corresponden a tierra firme y (0%) 0 km² es agua.

## Demografía
Según el censo de 2010, había 94 personas residiendo en Swanton. La densidad de población era de 180,57 hab./km². De los 94 habitantes, Swanton estaba compuesto por el 95.74% blancos, el 0% eran afroamericanos, el 0% eran amerindios, el 0% eran asiáticos, el 0% eran isleños del Pacífico, el 0% eran de otras razas y el 4.26% pertenecían a dos o más razas. Del total de la población el 2.13% eran hispanos o latinos de cualquier raza.